# Pterophyllum
Pterophyllum — рід популярних прісноводних акваріумних рибок із родини цихлід. Назва походить від грец. pteron — «крило», та грец. phyllon — «листок».

## Поширення

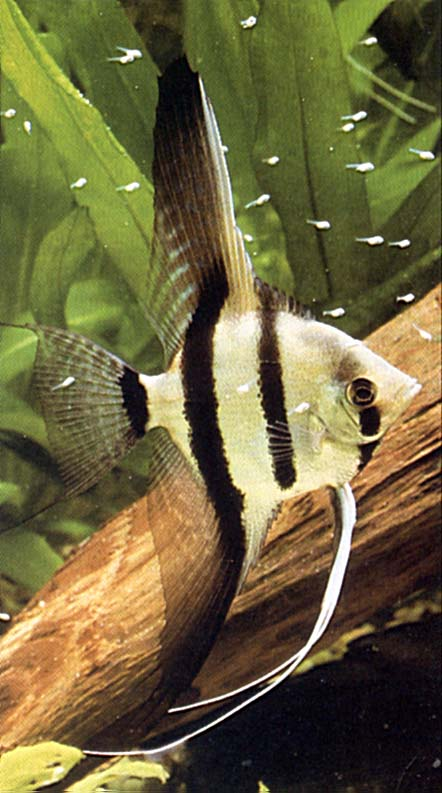
Скалярія (Pterophyllum scalare) з мальками

Мешкають скалярії в басейнах річок Амазонки, Оріноко та Есекібо, що знаходяться у Південній Америці.
Іноді для представників роду використовується назва Скаля́рії, але насправді ця назва стосується лише одного виду — Pterophyllum scalare. Також іноді для представників роду використовується назва Риби-ангели (переклад з англ. Angelfish).
Характерна форма тіла скалярій — дуже стиснуте з боків тіло, тулуб тонкий, якщо дивитись спереду, та широкий, якщо дивитись збоку, з високими трикутними спинним та анальним плавцями до 25 см заввишки — є нетиповою для інших цихлід. Вона свідчить про те, що скалярії водяться здебільшого у водоймищах з нешвидкою течією та ховаються серед рослин. Завдовжки 15 см. Черевні плавці також дуже довгі; ними риба обмацує предмети та інших скалярій. Забарвлення скалярій допомагає їм ховатися серед рослин. Тіло сріблясто-сірувате, м'яко поблискує в падаючому світлі. Упоперек тіла проходять чотири смуги. Залежно від стану риби забарвлення смуг змінюється від бархатисто-чорного до сіруватого. Плавають скалярії не швидко, але в разі небезпеки миттю зникають у заростях. Щоб вчасно помітити небезпеку, вони тримаються зграями по 10—15 риб. У зграї можна помітити поділ на пари. Відрізнити самця від самки важко, та це і не обов'язково. В акваріумі риби самі оберуть собі партнера із зграї з 6—10 молодих рибок. Існують варієтети та форми, які відрізняються кольором, візерунком, довжиною так формою плавників тощо.
Скалярії є хижаками. В акваріумах відносно невибагливі, харчуються штучними кормами, співіснують з всіма акваріумними рибками свого розмірами, проте полюють на менших риб. Ведуть денне життя.
Одною з особливостей цих рибок є моногамність — рибки утворюють пари на все життя. Бувають випадки, що скалярія гине, втративши свого партнера. Фітофіли — ікру відкладають на листок рослини, також на камінь чи іншу подібну поверхню, яку перед тим чистять. Батьки охороняють ікру та ще деякий час мальків.

## Види
Рід налічує 3 видів риб родини цихлові.
- Pterophyllum altum Pellegrin 1903
- Pterophyllum leopoldi (Gosse 1963)
- Pterophyllum scalare (Schultze 1823) — Скалярія

## Нерест
Перед нерестом пару в окремому акваріумі годують різноманітним недрібним кормом. Ікру риби відкладатимуть на широкий листок рослини. Це може бути ехінодорус або німфея. Рівень води над листком повинен бути трохи меншим за висоту тіла риб, а температура води на кілька градусів вища, ніж звичайно (28 °С). За кілька днів до нересту риби чистять ротом поверхню листка. Потім, після танцю самця перед самкою, пара приклеює 400–600 ікринок. Воду в нерестовищі перемішують продуванням. Через дві доби з'являються личинки. Батьки обережно знімають їх і в роті переносять на інший листок. На сьомий день личинки перетворюються на мальків. Їх годують «живим пилом» і дрібними циклопами. Ростуть скалярії швидко і переходять на корм більших розмірів. Кілька днів тіло мальків вузьке, і вони не схожі на дорослих риб.
Селекціонери вивели нові породи скалярій. Тепер є чисто чорні та білі з золотистою спиною, а також вуалеві скалярії з м'якими довгими плавцями. У деяких порід смуги збереглися, в інших вони перетворилися на вертикальні плями з ламаними (мармурові) або округлими (леопардові) краями.